# Agrotis livens
Agrotis livens är en fjärilsart som beskrevs av Köhler 1958. Agrotis livens ingår i släktet Agrotis och familjen nattflyn. Inga underarter finns listade i Catalogue of Life.